# 近鉄1470系電車
近鉄1470系電車（きんてつ1470けいでんしゃ）は、近畿日本鉄道が1959年に導入した大阪線用通勤車でである。大阪線初の新製高性能車であった1460系の増備車で、車体は南大阪線用の6800系「ラビットカー」と同様の片側両開き4扉となった。上本町寄りからモ1470形奇数(cM)-モ1470偶数(Mc)の2両編成を組み、1472F - 1480Fの5編成10両が製造された。

## 構造

### 車体
車体は6800系と同様の両開き4扉で、塗装は1460系と同じく肌色の地色に空色の帯が採用された。前照灯もシールドビーム二灯式となった。前照灯の間隔は6800系一次車と異なり、1300mmに広げられており、8800系まで続く近鉄4扉通勤車両の原型ともいうべきスタイルをこの車両で確立している。
内装は1460系と同じ茶色系のアルミデコラの化粧板を採用したが、座席はビニル生地から赤茶色のモケットに変更された。

### 主要機器
足回り・性能は1460系に準じているが、補助電源装置が変更 （三菱電機製 MG-57B-S） され、通風装置は三菱電機製のファンデリアと扇風機が併用された。また、集電装置が大阪線一般車初の東洋電機製造製 （PT-42Q1、奇数車の非運転台寄設置） になり、台車は近畿車輛製 KD-36 になっている。なお、近鉄で初めて電気連結器を搭載している。

## 改造

### 赤色塗装への変更
1964年頃から1460系同様に登場時のベージュに100mm幅青帯の塗装からあかね色に塗り替えられた。その後、1972年に運転台を半室式から全室式に改造された。

### 奇数車の運転台撤去
大阪線列車の長編成化で増結運用が主体となったため、1974年に奇数車の運転台（上本町側）が撤去された。乗務員扉跡には丸妻のまま小窓が設けられ、同時に座席をこの部分まで延長している。
このため本形式単独の編成は不可能となり、2ユニット併結の4両に他形式の制御車（主に増結用先頭車である1480系ク1590形・2410系ク2590形など）を連結した5両編成などで運用されるようになった。通風装置は後年になり扇風機のみになった。

## 運用・廃車
1460系同様に編成全体の出力が低かったことから、青山越えの運用ができないため、出場当初は主に大阪線の上本町 - 伊賀神戸間および信貴線直通列車で用いられた。本系列をベースに主電動機の出力をアップした1480系出場後は、主に河内国分以西の区間車や信貴線で用いられるようになった。
本系列は冷房改造や1980年代中頃に実施されたツートンカラー（シルキーホワイトとマルーンレッドの二色塗り）への変更は行われず、1984年6月15日付で1476F・1478Fが廃車、1474Fが1985年1月16日付で廃車となった。そして1987年8月30日付で1472F・1480Fが廃車されたため、全車が廃車されて系列消滅した。
なお、廃車まで大阪線に在籍した。また、本系列の廃車により、大阪線の河内国分駅以西および信貴線のみでしか運用できない、いわゆる「区間車」の所属がなくなった。

## 保存車
1474は廃車後、東大阪短期大学(現・東大阪大学)付属幼稚園の遊具施設として譲渡された。